# Bijekce

Bijektivní zobrazení

Bijekce (bijektivní zobrazení, vzájemně jednoznačné zobrazení) je typ zobrazení, které je zároveň prosté i na. Bijekce je tedy zároveň injektivní zobrazení i surjektivní zobrazení. Bijektivní zobrazení přiřazuje každému prvku z cílové množiny právě jeden prvek z výchozí množiny.

## Definice
Zobrazení {\displaystyle f\colon X\rightarrow Y} nazýváme bijektivní, pokud je každý prvek oboru hodnot mapován právě jedním prvkem definičního oboru:
{\displaystyle \forall y\in Y,\exists !x\in X:y=f(x)}.

## Příklady
Mějme zobrazení {\displaystyle f\colon \mathbb {R} \rightarrow \mathbb {R} } definované takto: {\displaystyle f(x)=2x+1}. Toto zobrazení je bijektivní, jelikož pro každé reálné číslo {\displaystyle y} můžeme vyřešit rovnici {\displaystyle y=2x+1} tak, že získáme právě jedno reálné číslo {\displaystyle x={\tfrac {1}{2}}(y-1)}.
Na druhé straně, zobrazení {\displaystyle g\colon \mathbb {R} \rightarrow \mathbb {R} } definované jako {\displaystyle g(x)=x^{2}} není bijektivní, a to ze dvou důvodů:
- {\displaystyle g(1)=g(-1)}, takže {\displaystyle g} není injektivní
- neexistuje {\displaystyle x} tak, že {\displaystyle x^{2}=-1}, takže {\displaystyle g} není surjektivní

Kterákoli z těchto skutečností je dostatečná k ukázání, že {\displaystyle g} není bijektivní.

## Použití
Bijektivní zobrazení se užívá k porovnávání mohutností nekonečných množin, tj. existuje-li libovolná bijekce mezi dvěma množinami, říkáme, že mají stejnou mohutnost. Např. lze zkonstruovat bijekci mezi množinou přirozených čísel a množinou racionálních čísel, tj. uvedené množiny mají stejnou mohutnost, jsou spočetné. Naproti tomu mezi množinou racionálních čísel a reálných čísel žádnou bijekci zkonstruovat nelze, tj. uvedené množiny nemají stejnou mohutnost, množina reálných čísel je nespočetná.